# Малиновский, Алексей Александрович
Алексе́й Алекса́ндрович Малино́вский (род. 8 июня 1969, Загорск, Московская область) — российский правовед, специалист в области зарубежного и российского уголовного права, сравнительного правоведения и общей теории права. Доктор юридических наук, профессор, заведующий кафедрой теории права и сравнительного правоведения Московского государственного института международных отношений (Университет) МИД России, ученый секретарь диссертационного совета Международно-правового факультета при МГИМО (У) МИД России, эксперт РАН.

## Биография
В 1993 году окончил Московский юридический институт (ныне — Московский государственный юридический университет имени О. Е. Кутафина). В 1995 году досрочно окончил дневную аспирантуру Московской государственной юридической академии, успешно защитив кандидатскую диссертацию на тему «Свобода массовой информации: теоретико-правовые аспекты» «Свобода массовой информации: теоретико-правовые аспекты».
В 1997—2003 годах работал экспертом Государственно-правового управления Президента РФ, и старшим научным сотрудником отдела юридической психологии в Научно-исследовательском институте проблем укрепления законности и правопорядка Генеральной прокуратуры РФ.
С 1994 года по настоящее время — научно-педагогическая деятельность в МГИМО (У) МИД России. В 1999 году получил ученое звание доцента по кафедре административного и финансового права.
В 2009 году защитил докторскую диссертацию по специальности 12.00.01 на тему «Злоупотребление субъективным правом как юридический феномен».
С 2009 по 2014 годы работал заместителем декана Международно-правового факультета МГИМО по научной работе.
В 2014—2017 годы возглавлял кафедру уголовного права, уголовного процесса и криминалистики МГИМО. Основатель Клуба сравнительного правоведения МГИМО, который был признан лучшей российской научной студенческой организацией.
С 2017 года работает в должности заведующего кафедрой теории права и сравнительного правоведения МГИМО.

## Награды
04.12.2014 год — юбилейный знак «150 лет российской адвокатуре» за плодотворную экспертную работу в научно-консультативном совете Федеральной палаты адвокатов России.
Победитель «Конкурса на лучшую научную книгу года» в номинации «Юриспруденция», проводимого ежегодно Фондом развития российского образования.
В 2010 году награждён специальным дипломом за монографию «Злоупотребление субъективным правом (теоретико-правовое исследование)».
Лауреат Всероссийского конкурса на лучшую научную статью 2015 г. в номинации «Философские, социологические и юридические науки».
Победитель Всероссийского инновационного конкурса на лучший учебник для вузов 2016 г. (за учебник «Сравнительное уголовное право»).

## Основные направления научной деятельности
Сравнительное уголовное право, теория правосознания, догматика права, сравнительное правоведение, злоупотребление правом, зарубежное уголовное право, история и методология юридической науки, юридическая антропология, юридическая география стран мира.

## Научные труды
Автор свыше 100 публикаций по актуальным проблемам уголовного права, общей теории права и государства, методологии права, сравнительного правоведения объёмом более 170 п.л.
Монографии
- Злоупотребление правом (основы концепции). М., 2000.
- Злоупотребление правом. М., 2002.
- Сравнительное правоведение в сфере уголовного права. М., 2002.
- Злоупотребление субъективным правом (теоретико-правовое исследование). М., 2007.

Учебники и учебные пособия
- Уголовное право зарубежных государств. Учебное пособие. М., 1998.
- Малиновский А. А., Бурковская В. А. Деятельность религиозных объединений (психологические и юридические аспекты). Справочное пособие для работников прокуратуры. М., 1999.
- Сравнительное правоведение в сфере уголовного права. Учебник. М., 2002.
- Злоупотребление правом // Общая теория права и государства. Академический курс в 3-х томах / Отв. ред. М. Н. Марченко. Том 3. М., 2007.
- Сравнительное уголовное право. Учебник. М., Юрлитинформ, 2016.

Избранные научные статьи
- Злоупотребление правом (новый подход к проблеме) // Право и политика. 2000. № 6.
- Имеет ли человек право на смерть? // Российская юстиция. 2002. № 8.
- Усмотрение в праве // Государство и право. 2006. № 4.
- Методологические вопросы сравнительного исследования уголовного права // Журнал зарубежного законодательства и сравнительного правоведения. 2007. № 2.
- Кодекс профессиональной этики: понятие и юридическое значение // Журнал российского права. 2008. № 4.
- Правовой эгоцентризм как разновидность деформации индивидуального правосознания // Правоведение. 2008. № 6.
- Правовой вакуум — новый термин юридической науки // Государство и право. 1997. № 2.
- Верховенство закона // Российская юридическая энциклопедия / Под ред. А. Я. Сухарева. М., 1999.
- Оценочные понятия в законодательстве // Законотворческая техника современной России. Сборник статей в 2-х томах / Под ред. В. М. Баранова. Нижний Новгород, 2001.
- Особенности юридической техники в зарубежном уголовном законодательстве // Международное и национальное уголовное законодательство: проблемы юридической техники. М.: Изд-во МГУ, 2004.
- Нравственность в гражданском праве // Нотариус. 2007. № 5.
- Доктрина как источник уголовного права (сравнительно-правовые аспекты) // Международное уголовное право и международная юстиция. 2009. № 1.
- Критико-правовой метод в юриспруденции // Российский журнал правовых исследований. 2016. № 2(7).
- Методология сравнительного правоведения // Вестник университета им. О. Е. Кутафина (МГЮА). 2016. № 3(19).
- Юридическая техника в зарубежных правовых семьях (взгляд компаративиста) // Юридическая техника. 2016. № 10.
- Римская юриспруденция: методология и дидактика // Российское право: образование, практика, наука. 2017. № 4.